# عبد المنعم بن سمجون
هو عبد المنعم بن مروان بن عبد الملك بن سمجون، نشأ بغرناطة وتفقه على يد ابي محمد عبد الواحد بن عيسى الهمداني. وقد سمع الحديث عن ابي علي الغساني. كان فقيها جزلاً وقاضياً، وولي قضاء إشبيلية بعد عزل ابي مروان الباجي ثم بعد ذلك نقل إلى قضاء غرناطة في زمن علي بن يوسف بن تاشفين، وتوفى في شهر شعبان.

## مولده
ولد عبد المنعم بن مروان في غرناطة

## شيوخه
تفقه على يد ابي محمد عبد الواحد بن عيسى الهمداني وسمع الحديث عن ابي علي الغساني.

## حياته
عمل كقاضي في إشبيلية بعد عزل ابي مروان الباجي ثم بعد ذلك نقل إلى قضاء غرناطة في زمن علي بن يوسف بن تاشفين، ثم إلى قضاء المرية بعد ابي الحسن بن أضحى. ثم عيد لقضاء إشبيلية بعد ابي القاسم بن ورد وثم إلى قضاء الابار

### وفاته
توفى في شعبان من سنة اربع وعشرين وخمسمائة في مدينة المرية.